# Chung Sơn, Lục Bàn Thủy
Chung Sơn (chữ Hán giản thể: 钟山区, bính âm: Zhōngshān Qū) là một quận thuộc địa cấp thị Lục Bàn Thủy, tỉnh Quý Châu, Cộng hòa Nhân dân Trung Hoa. Quận này có diện tích 478 ki-lô-mét vuông, dân số 150.000 người. Quận này là nơi khai thác than đá, có nhà máy thủy điện. Năm 2004, tại trấn Uông Gia Trại đã xảy ra tai nạn nổ hầm mỏ than làm 25 người thiệt mạng.